# Motumānawa / Pollen Island
Motumānawa / Pollen Island ist eine Insel im Waitematā Harbour, im Norden der Nordinsel von Neuseeland.

## Geographie
Die Insel befindet sich rund 16 km westlich des Stadtzentrums von Auckland, direkt am New Zealand State Highway 16, der stadtauswärts von der Insel ab nach Nordwesten führt. Motumānawa / Pollen Island besitzt eine Länge von rund 1,7 km in Nordwest-Südost-Richtung und misst an der breitesten Stelle rund 560 m in Südwest-Nordost-Richtung. Dabei dehnt sich die Insel über eine Fläche von rund 67 Hektar aus.